# صوفيا بانج
صوفيا بانج (بالإنجليزية: Sophia Pang)‏ هي مغامرة سنغافورية، ولدت في 1972 في سنغافورة.